# Cardamine konaensis
Cardamine konaensis är en korsblommig växtart som beskrevs av Harold St.John. Cardamine konaensis ingår i släktet bräsmor, och familjen korsblommiga växter. Inga underarter finns listade i Catalogue of Life.